# Sanzio Blasi
Sanzio Blasi (Ancona, 24 febbraio 1895 – Ancona, 22 agosto 1972) è stato uno scultore italiano.

## Biografia
Fu autore di numerose opere tra cui i bassorilievi del Cimitero Polacco di Loreto, la grande scultura dedicata al Bramante nella Repubblica di San Marino, la Pietà nella chiesa di San Domenico in Ancona, la testa del poeta romano Trilussa, la scultura di Luigi Bartolini, il ritratto di Francesco Angelini, il busto del vescovo Bignamini nella Cattedrale di Ancona.
Lavorò spesso nel volontariato e quando fu Commissario dell'Ospedale civile Umberto I di Ancona, si adoperò molto per far avere pasti caldi agli ammalati e lo stipendio al personale. In seguito fu presidente dell'Ospedale Civile e amministratore dell'Ospedale dei bambini Salesi, e nel 1948 fondò il Centro per la diagnosi e le cure del reumatismo articolare e della cardiopatia, oggi chiamato Ospedale cardiologico G.M.Lancisi.
Fu anche un ottimo scrittore pubblicando numerosi articoli sull'agricoltura, sull'arte, sulla società e diversi libri di narrativa come "Dolci ricordi di caccia", "Tempi Sereni" e "Terra Marchigiana".
Il 4 maggio 1971 fu insignito della medaglia d'argento come cittadino benemerito dal comune di Ancona.